# Ԛ
Qa (mayúscula: Ԛ, minúscula: ԛ) es una letra del alfabeto cirílico empleada en los alfabetos kurdo y abjasio.
Según la tipografía empleada, la forma mayúscula puede ser similar a una P dada la vuelta.
Este carácter está presente en periódicos y artículos como Кӧрдо (1955).